# Płamen Nikołow (ur. 1957)
Płamen Nikołow (ur. 24 czerwca 1957 w Plewenie), bułgarski piłkarz grający na pozycji prawego lub środkowego obrońcy, i trener piłkarski. Pierwsze kroki w zawodowym futbolu stawiał w Spartaku Plewen, ale najwięcej sukcesów odniósł z Lewskim Sofia, gdzie grał łącznie przez dwanaście sezonów od 1977 do 1985 i od 1987 do 1992. W międzyczasie, w latach 1985–1987, występował w CSKA Sofia oraz w belgijskim Royalu Antwerp. W Lewskim rozegrał 296 meczów, w których strzelił 6 goli oraz zdobył cztery tytuły mistrza kraju (1979, 1984, 1985 i 1988), dwa Puchary Bułgarii (1984 i 1991) oraz trzy Puchary Armii Sowieckiej (1979, 1984 i 1985). W reprezentacji Bułgarii od 1978 do 1988 roku zagrał w 55 meczach.
W 1984 roku został wybrany na najlepszego piłkarza bułgarskiej ekstraklasy.
Po zakończeniu kariery piłkarskiej pracował jako asystent pierwszego trenera w Lewskim Sofia. Później samodzielnie prowadził m.in. Botew Wraza i Olimpik Tetewen.